# T-15 Barbaris
T-15 Barbaris (tiếng Nga: Т-15 Барбарис, Định danh GBTU: Объект 149) là một loại xe chiến đấu bộ binh do Nga phát triển và sản xuất, nó lần đầu tiên được nhìn thấy vào năm 2015 trong đợt tập dượt cho cuộc duyệt binh Ngày Chiến Thắng ở thủ đô Moscow. T-15 dự kiến sẽ thay thế các dòng xe bọc thép BMP-2 và MT-LB của Lục quân Nga.

## Bối cảnh ra đời
Xe chiến đấu bộ binh lần đầu tiên ra đời vào những năm 1960s trong thời gian Chiến tranh lạnh, khi cuộc đối đầu giữa NATO và Khối Warsaw dự kiến sẽ được quyết định bởi xe tăng, vì thế lính bộ binh được vận chuyển bằng xe thiết giáp phải có vũ khí để chống lại xe tăng đối phương, và có đủ giáp trụ có khả năng chống lại đạn súng máy và đạn pháo. Liên Xô khi ấy đã phát triển xe chiến đấu bộ binh BMP-1/BMP-2 trong khi Mỹ phát triển xe chiến đấu bộ binh M2 Bradley. Trong khi xe chiến đấu bộ binh được trang bị hoả lực mạnh hơn, nhưng với việc các loại tên lửa chống tăng và tên lửa có điều khiển trang bị cho bộ binh rất phổ biến khiến cho xe IFV không đủ khả năng bảo vệ. Sau khi chiến tranh Lạnh kết thúc, các cuộc chiến chủ yếu diễn ra ở khu vực đô thị, ví dụ như quân Nga trong trận chiến đô thị tại Grozny (1994-1995). Trong khi các tổn thất nặng nề có thể chấp nhận khi diễn ra giữa các quốc gia có tiềm lực quân sự tương đương nhau, nhưng việc bị phục kích bởi các tổ đội chống tăng phiến quân du kích đã gây ra nhiều tổn thất cho các xe IFV và kíp lái. Để bảo vệ tốt hơn cho các xe chở bộ binh, một số quốc gia đã sử dụng thân xe tăng chiến đấu chủ lực, loại bỏ tháp pháo để trở thành xe chở bộ binh, như Israel với xe chở bộ binh Namer.
Xe chở bộ binh chiến đấu T-15 của Nga được dựa trên thân xe tăng T-14 Armata, với động cơ xe được bố trí lại lên phía đầu xe để tạo ra không gian chở bộ binh ở phía sau. Việc điều chỉnh vị trí động cơ ra phía trước cũng giúp tăng khả năng bảo vệ phía đầu xe. T-15 có khả năng chở từ 7 đến 9 lính bộ binh. Với trọng lượng 48 tấn, xe chiến đấu bộ binh T-15 có trọng lượng lớn hơn một chút so với xe tăng chiến đấu chủ lực T-90.  T-15 được trang bị lưới thép bảo vệ cùng với nhiều camera và cảm biến xung quanh.

## Thiết kế

### Vũ khí

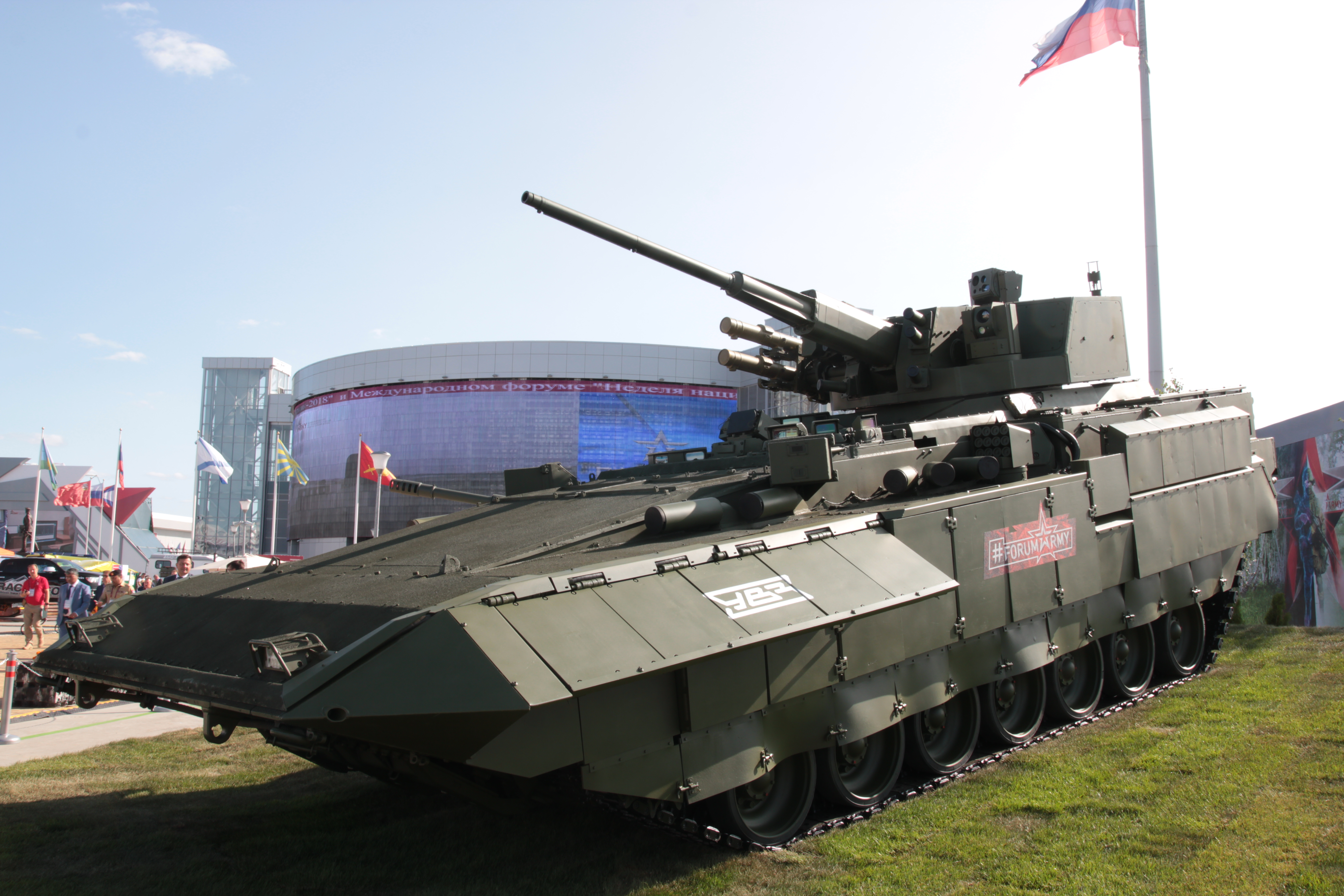
Xe chở quân Т-15 với module АU-220М được trang bị pháo tự động BM-57 cỡ nòng 57mm.

Xe chiến đấu bộ binh T-15 Armata được trang bị:
- Tháp pháo điều khiển từ xa Bumerang-BM (Epoch) với pháo tự động Shipunov 2A42 cỡ nòng 30 mm, súng máy đồng trục 7,62 mm PKT và hai hàng tên lửa chống tăng có điều khiển 9M133M Kornet-M ở hai bên tháp [3]
- Tháp pháo AU-220M Baikal trang bị pháo tự động 57 mm autocannon BM-57 và tên lửa chống tăng có điều khiển 9M120-1M Ataka.[9][10]
- DUBM-57 Kinzhal với pháo BM-57, súng máy đồng trục 7.62mm PKMT và tên lửa ATGM 9M120-1 Ataka.[11]

### Khả năng cơ động
Giống như T-14, xe chiến đấu bộ binh T-15 được phát triển dựa trên cùng khung gầm Armata, nhưng không giống như T-14, động cơ của T-15 được đặt phía đầu xe. Động cơ diesel đa nhiên liệu có công suất 1.500 hp, hệ thống truyền động thuỷ khí tự động. T-15 có khối lượng khoảng 48 tấn, tốc độ chạy tối đa trên đường đạt 65–70 km/h (40–43 mph), tầm hoạt động 550 km, và tỉ lệ công suất động cơ trên khối lượng là hơn 30 hp/tấn.

### Khả năng bảo vệ
T-15 được bảo vệ bằng giáp phản ứng nổ và hệ thống bảo vệ chủ động Afganit (tiếng Nga: Афганит). Trong khi ở T-14 ống phóng đạn đánh chặn của hệ thống Afganit ở gốc của tháp pháo, thì đối với T-15, các ống phóng đạn đánh chặn được đặt ở trên thân xe. Hệ thống bảo vệ chủ động Afganit sử dụng bốn ống phóng đạn đánh chặn "mềm" để bắn đạn khói giúp bảo vệ xe khỏi các loại vũ khí sử dụng hệ thống ngắm quang học hoặc hồng ngoại, và năm ống phóng đạn đánh chặn "cứng" ở đỉnh thân xe, so với 10 ống phóng đạn đánh chặn "cứng" trên tháp pháo xe tăng chủ lực T-14, các ống phóng đạn đánh chặn đều được kích hoạt tự động khi đối mặt với mối đe doạ.
Xe chiến đấu bộ binh T-15 sở hữu lớp giáp có khả năng bảo vệ chưa từng có, bao gồm lớp giáp thép-gốm và các tấm giáp ở phía sau. Giáp phản ứng nổ thế hệ mới Malakhit (Malachite) được cho là có khả năng chống lại các loại ATGM như FGM-148 Javelin, Missile Moyenne Portée (MMP), đạn pháo 120 mm như DM53/DM63 của Đức, và đạn xuyên giáp thoát vỏ ổn định bằng cánh đuôi M829A3 (APFSDS). Ngoài ra, các nhà phát triển xe T-15 còn sơn lớp sơn phủ đặc biệt giúp xe giảm bộc lộ hồng ngoại.
Sàn xe được gia cố thêm giáp nhằm tăng khả năng chống lại các loại mìn và improvised explosive devices (IEDs). Xe cũng được trang bị hệ thống làm nhiễu radar để kích nổ sớm các loại mìn chống tăng điều khiển qua radio và hệ thống bảo vệ NBC.

## Quốc gia sử dụng
- Nga

## Hình ảnh

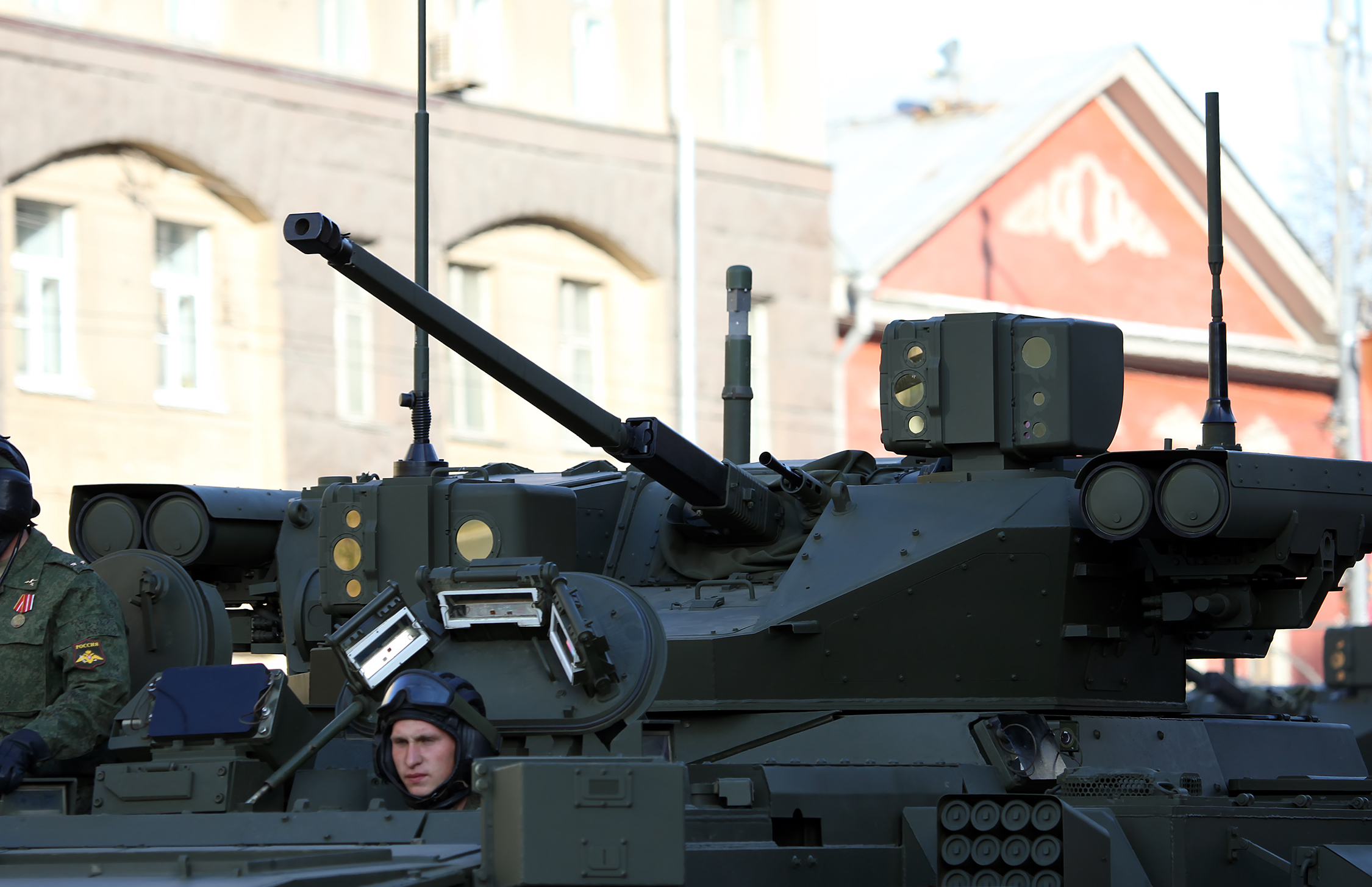
Nhìn gần tháp pháo
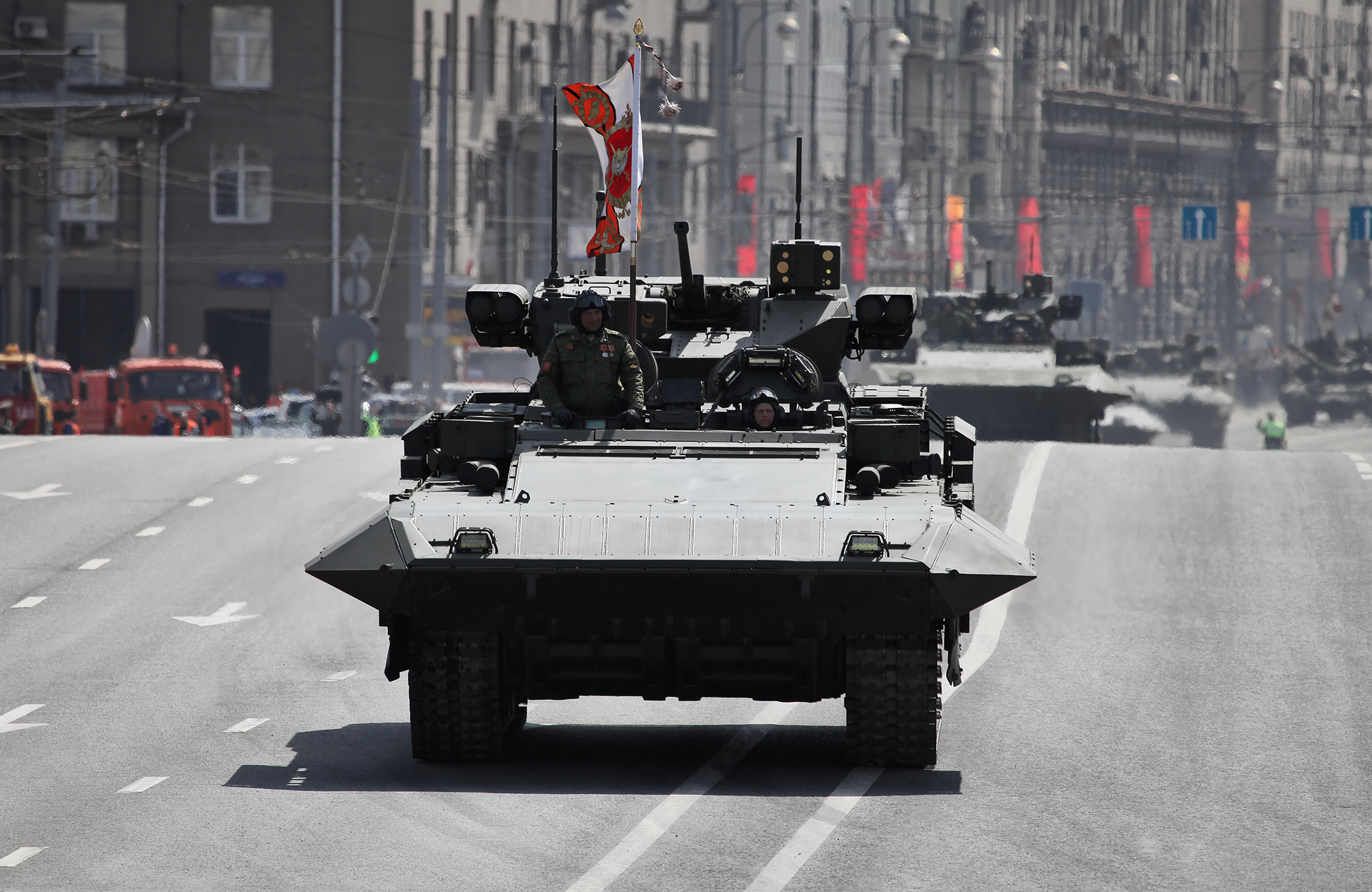
Góc nhìn mặt trước
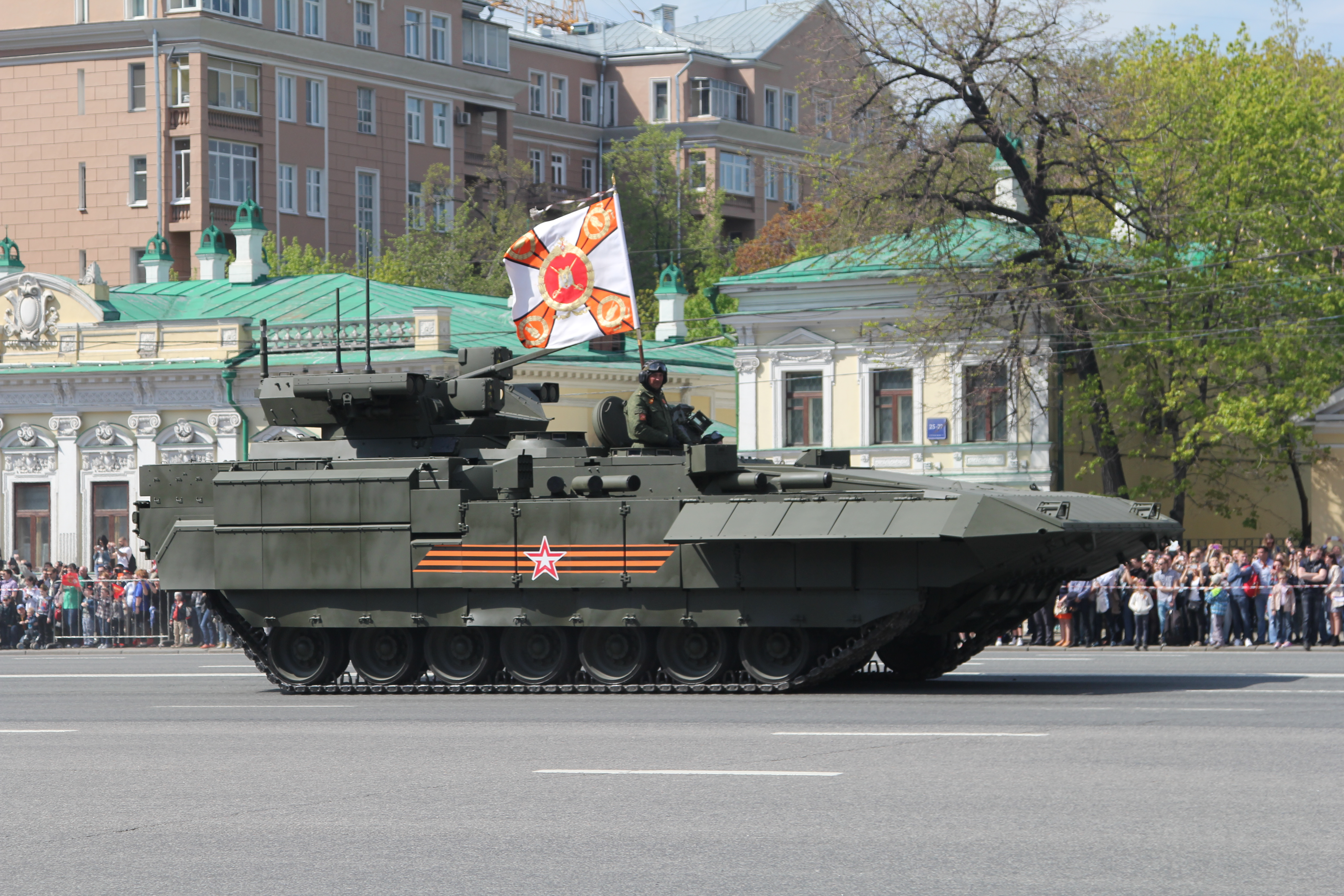
Góc nhìn bên hông
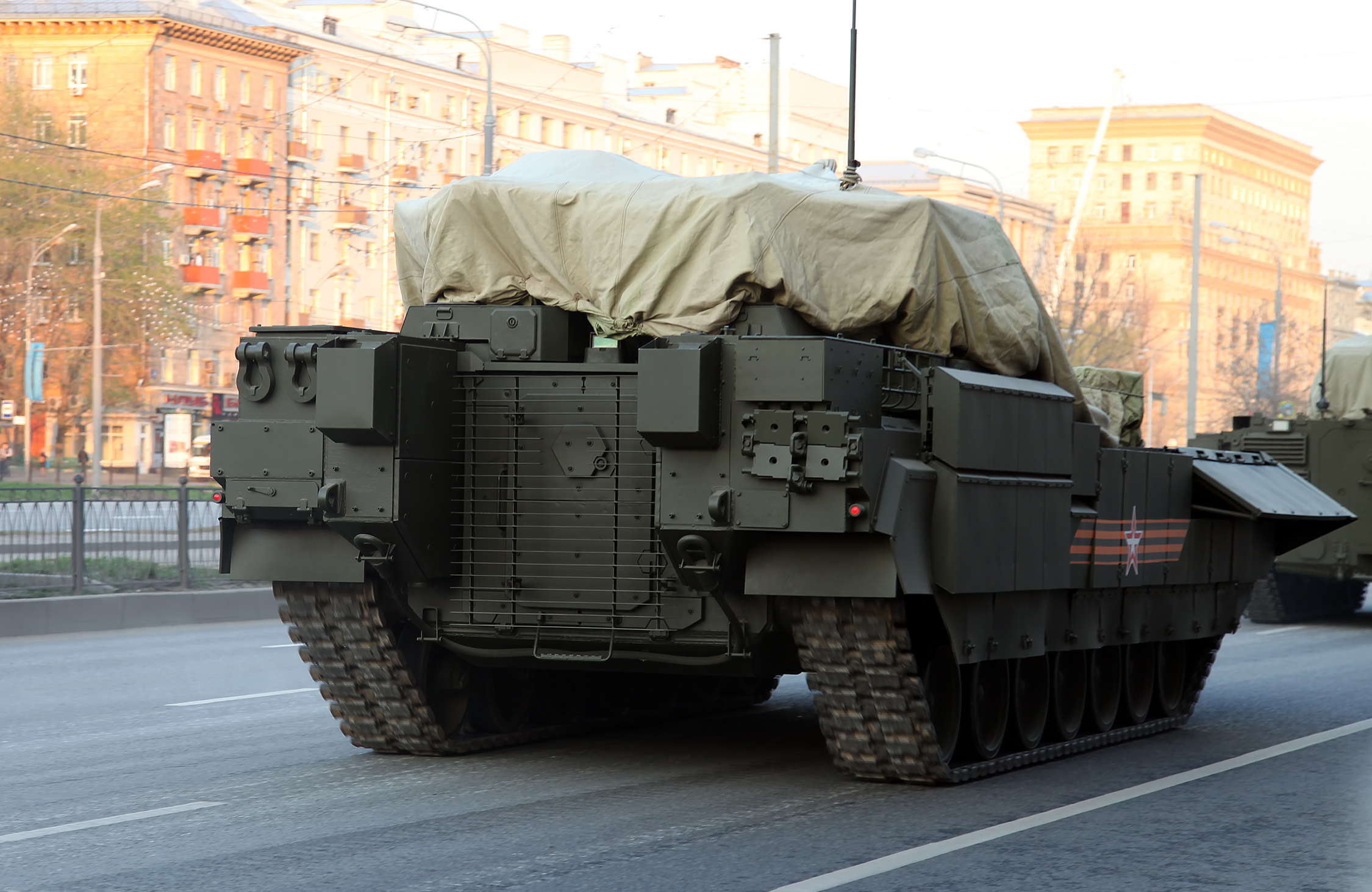
Góc nhìn phía sau